# Paolo Greco
 (février 2025).
Si vous disposez d'ouvrages ou d'articles de référence ou si vous connaissez des sites web de qualité traitant du thème abordé ici, merci de compléter l'article en donnant les références utiles à sa vérifiabilité et en les liant à la section « Notes et références ».
Paolo Greco est un peintre italien baroque actif au XVIIe siècle près de sa ville natale de Naples.

## Biographie
Paolo Greco  fut un peintre de style baroque, l'un des  protagonistes de l'école napolitaine.
Oncle  de Salvator Rosa, il fut également son formateur.